# Juncus

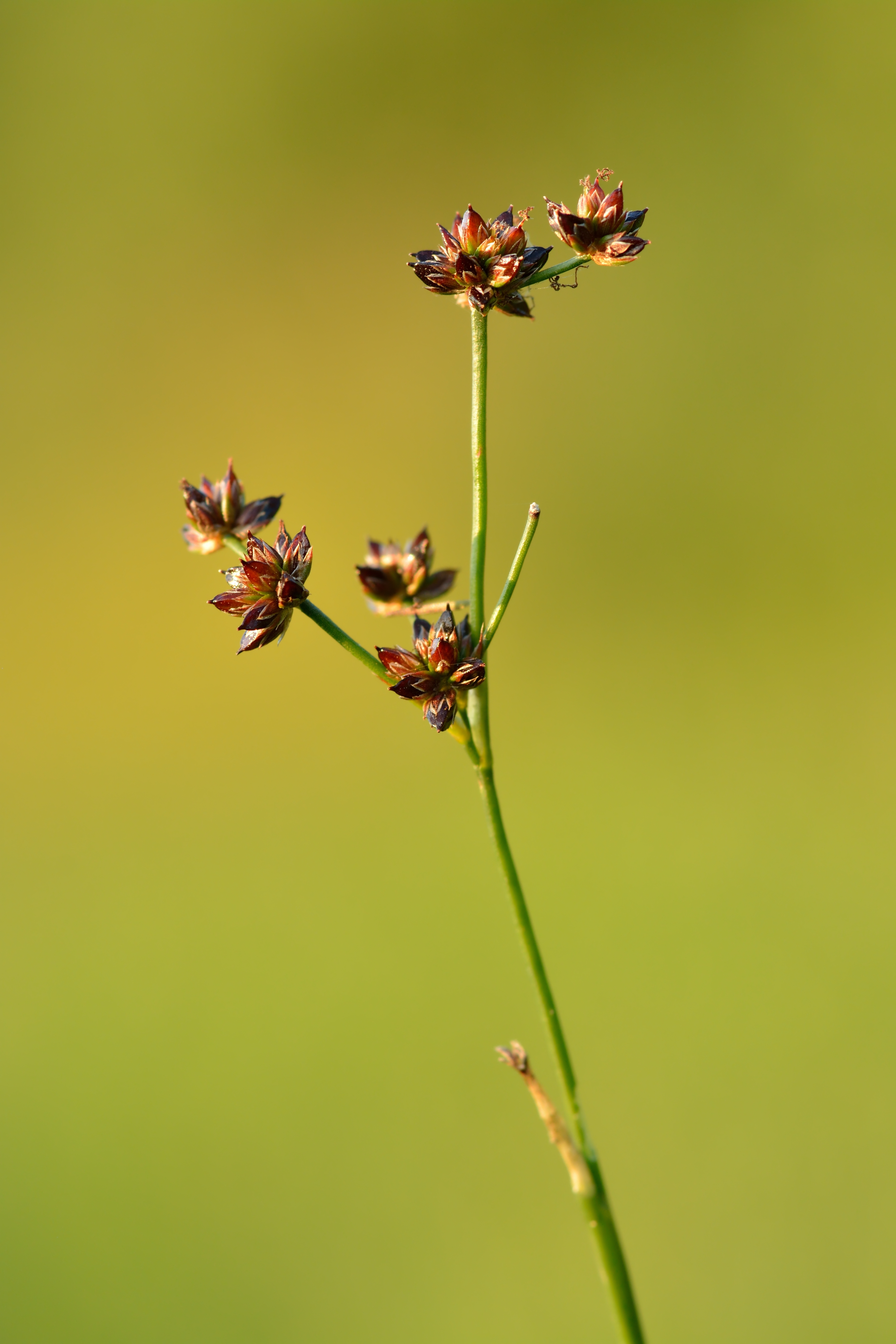
Juncus articulatus

El junco o junquera (género Juncus L. 1753)  es una planta de la familia de las juncáceas, muy común en la cuenca mediterránea, en América y África, con más de 225 especies. 

## Morfología
Su tamaño habitual es de 90 cm de altura. Vive en suelos húmedos, en riberas y pantanos. La hoja es cilíndrica, alargada, recta y flexible. Florece de abril a julio.
La flor es compuesta, pequeña y de color pardo. El fruto es ovalado de color marrón.

## Uso
Se utiliza el tallo, en cestería,  para hacer techumbres y setos naturales.

## Taxonomía
El género fue descrito por Carlos Linneo y publicado en Species Plantarum 1: 325–330. 1753.
Etimología
Juncus: nombre genérico que deriva del nombre clásico latino  de jungere = , "para unir o vincular", debido a que los tallos se utilizan para unir o entrelazar".

## Especies seleccionadas
- Juncus abortivus Chapm.
- Juncus acuminatus Salzm. ex Steud.
- Juncus acutus (L.) Torr. ex Retz.
- Juncus acutiflorus Ehrh. ex Hoffm.
- Juncus albescens (Lange) Fernald
- Juncus aletaiensis K.F.Wu
- Juncus alexandri L.A.S.Johnson
- Juncus alpestris Gliem. ex Bab.
- Juncus alpinoarticulatus Chaix
- Juncus altus Buchenau
- Juncus anatolicus Snogerup
- Juncus anceps Laharpe
- Juncus andreanus Weath.
- Juncus angustifolius Wulfen
- Juncus articulatus L.
- Juncus bogotensis Kunth
- Juncus bufonius
- Juncus castaneus Sm.
- Juncus conglomeratus L.
- Juncus emmanuelis A.Fern. & García
- Juncus maritimus
- Juncus squarrosus (L.) All.
- Juncus trifidus L.
- Juncus validus Coville
- Juncus vallis-demonis Lojac.
- Juncus viviparus Conrad
- Juncus welwitschii Hochst. ex Steud.
- Juncus woroschilovii Nechaev & Novikov
- Juncus yokoscensis (Franch. & Sav.) Satake
- Juncus zeilanicus Houtt.